# John Powell (compositeur)
Pour les articles homonymes, voir John Powell et Powell.
John Powell est un compositeur écossais américain, né le 18 septembre 1963 en Grande-Bretagne. Il a travaillé au studio Media Ventures, qu'il a intégré en 1997 avec son meilleur ami Gavin Greenaway et Paul Leonard-Morgan.

## Biographie
Né en Grande-Bretagne le 18 septembre 1963, Powell s’intéresse dès l’âge de treize ans aux formes musicales les plus variées, du rock au jazz. En 1986, il entame des études de composition au Trinity College of Music de Londres, où il remporte ses premiers prix. Il collabore ensuite à de nombreuses séries anglaises et européennes, dont Stay Lucky, Vanishing Rembrandts et Les Escarpins Sauvages, pour laquelle il est primé au Festival de Villeurbanne. Il travaille au studio Media Ventures, qu'il a intégré en 1997 avec son ami Gavin Greenaway.
Depuis son arrivée aux États-Unis, John Powell a contribué à des succès aussi divers que Volte-face de John Woo, Sam, je suis Sam de Jessie Nelson, La Mémoire dans la peau de Doug Liman, et les films d'animation Fourmiz, Shrek, Chicken Run, La Route d'Eldorado et Dragons ainsi qu'à L'Amour sans préavis de Marc Lawrence et Cody Banks, agent secret de Harald Zwart.
En 1995, il fonde avec son ancien condisciple Garvin Greenaway le studio de création musicale Thinking Music (ITM) où tous deux composeront les musiques d’une bonne centaine de spots publicitaires, pour Coca-Cola, Ford, Sega, BMW, ainsi qu'un opéra : "An Englishman, Irishman and Frenchman". ITM collaborera également avec le studio parisien Vol de Nuit à des spots publicitaires et à des films indépendants.
Powell a aussi travaillé avec certains des plus grands noms de l’industrie musicale contemporaine, dont Hans Zimmer (à partir de 1998 au sein d’Air-Edel Music, puis en tant que programmeur de la musique électronique de Croc-blanc et compositeur additionnel sur La Ligne rouge de Terrence Malick) et Patrick Doyle (comme assistant compositeur sur Le Cheval venu de la mer) avant de composer la musique de Volte-face.
Il a également signé la musique de la série DreamWorks/ABC High Incident et du documentaire Endurance, consacré au champion olympique Haile Gebreselassie, et dans lequel il mélangeait les sonorités africaines, arabes et européennes ; arrangé les chansons de Stephen Schwartz pour Le Prince d'Égypte ; composé la musique du pilote For the People pour la chaîne ABC.
John Powell est aussi un habitué des studios Blue Sky pour lequel il a composé la musique de la série L'Âge de Glace (2, 3, 4) ainsi que Rio et sa suite.
Outre les films cités, Powell a travaillé sur Évolution d’Ivan Reitman,  Un vent de folie, la comédie romantique de Bronwen Hughes, Les Visiteurs en Amérique de Jean-Marie Poiré, Rat Race de Jerry Zucker, Compte à rebours mortel de Jim Gillespie, Dragons (How To Train Your Dragon) de Chris Sanders, et Pluto Nash de Ron Underwood.
En 2008, il compose la musique du film Hancock de Peter Berg.

## Filmographie

### Cinéma

#### Années 1990
- 1997 : Volte/face (Face/Off) de John Woo
- 1998 : With Friends Like These de Philip Frank Messina
- 1998 : Fourmiz (Antz) d'Eric Darnell (co-compositeur avec Harry Gregson-Williams)
- 1998 : Endurance de Leslie Woodhead
- 1999 : Un vent de folie (Forces of Nature)  de Bronwen Hughes
- 1999 : 50 degrés Fahrenheit (Chill Factor) de Hugh Johnson (co-compositeur avec Hans Zimmer)

#### Années 2000
- 2000 : La Route d'Eldorado (The Road to El Dorado) de David Silverman (cocompositeur avec Hans Zimmer)
- 2000 : Chicken Run de Peter Lord (co-compositeur avec Harry Gregson-Williams)
- 2001 : Les Visiteurs en Amérique (Just Visiting) de Jean-Marie Poiré
- 2001 : Shrek d'Andrew Adamson (co-compositeur avec Harry Gregson-Williams)
- 2001 : Evolution d'Ivan Reitman
- 2001 : Rat Race de Jerry Zucker
- 2001 : Sam, je suis Sam (I Am Sam)  de Jessie Nelson
- 2002 : Compte à rebours mortel (D-Tox) de Jim Gillespie
- 2002 : La Mémoire dans la peau (The Bourne Identity) de Doug Liman
- 2002 : Drumline de Charles Stone III (en)
- 2002 : Pluto Nash de Ron Underwood
- 2003 : L'Amour sans préavis (Two Weeks Notice) de Marc Lawrence
- 2003 : Stealing Sinatra de Ron Underwood
- 2003 : Cody Banks, agent secret (Agent Cody Banks) de Harald Zwart
- 2003 : Braquage à l'italienne (The Italian Job) de F. Gary Gray
- 2003 : Amours troubles (Gigli) de Martin Brest
- 2004 : Paycheck de John Woo
- 2004 : La Mort dans la peau (The Bourne Supremacy) de Paul Greengrass
- 2004 : Mr. 3000 de Charles Stone III (en)
- 2004 : Irrésistible Alfie de Charles Shyer (co-compositeur avec Mick Jagger et Dave Stewart)
- 2005 : Be Cool de F. Gary Gray
- 2005 : Robots de Chris Wedge
- 2005 : Mr. et Mrs. Smith (Mr. & Mrs. Smith) de Doug Liman
- 2006 : L'Âge de glace 2 (Ice Age: The Meltdown) de Carlos Saldanha
- 2006 : Happy Feet de George Miller
- 2006 : Vol 93 (United 93) de Paul Greengrass
- 2006 : X-Men : L'Affrontement final (X-Men: The Last Stand) de Brett Ratner
- 2007 : La Vengeance dans la peau (The Bourne Ultimatum) de Paul Greengrass
- 2007 : P.S., I Love You de Richard LaGravenese
- 2008 : Jumper de Doug Liman
- 2008 : Horton de Jimmy Hayward
- 2008 : Stop-Loss de Kimberly Peirce
- 2008 : Kung Fu Panda (co-compositeur avec Hans Zimmer)
- 2008 : Volt, star malgré lui (Bolt) de Chris Williams
- 2008 : Hancock de Peter Berg
- 2009 : L'Âge de glace 3 (Ice Age: Dawn of the Dinosaurs) de Carlos Saldanha

#### Années 2010
- 2010 : Dragons (How To Train Your Dragon) de Chris Sanders
- 2010 : Fair Game de Doug Liman
- 2010 : Green Zone de Paul Greengrass
- 2010 : Night and Day (Knight and Day) de James Mangold
- 2011 : Milo sur Mars (Mars Needs Moms) de Simon Wells
- 2011 : Rio de Carlos Saldanha
- 2011 : Kung Fu Panda 2 de Jennifer Yuh Nelson (co-compositeur avec Hans Zimmer)
- 2011 : Happy Feet 2 (Happy Feet Two) de George Miller
- 2012 : Le Lorax (Dr. Seuss' The Lorax) de Chris Renaud et Kyle Balda
- 2012 : L’Âge de glace 4 : La Dérive des continents (Ice Age: Continental Drift) de Steve Martino et Michael Thurmeier
- 2014 : Rio 2 de Carlos Saldanha
- 2014 : Dragons 2 (How to Train Your Dragon 2) de Dean DeBlois
- 2014 : Les Aventures de Teddy Flood (The Lost World: The Adventures Of Teddy Flood): (co-compositeur avec Paul Leonard-Morgan) de Barry Cook et J.A. Bayona
- 2015 : Pan de Joe Wright
- 2016 : Jason Bourne de Paul Greengrass (co-compositeur avec David Buckley)
- 2017 : Ferdinand de Carlos Saldanha
- 2018 : Solo: A Star Wars Story de Ron Howard
- 2019 : Dragons 3 : Le Monde caché (How to Train Your Dragon: The Hidden World) de Dean DeBlois

#### Années 2020
- 2020 : L'appel de la forêt (Call of the Wild)
- 2021 : Locked Down de Doug Liman
- 2021 : Hôtel Transylvanie : Changements monstres (Hotel Transylvania: Transformania)
- 2022 : Don't Worry Darling d'Olivia Wilde
- 2023 : Migration
- 2024 : Thelma la licorne (Thelma the Unicorn) de Jared Hess et Lynn Wang
- 2024 : Wicked de Jon Chu
- 2025 : Dragons (How To Train Your Dragon) de Dean DeBlois
- 2025 : Wicked : Partie 2 (Wicked: For Good) de Jon Chu

### Télévision
- 1990 : Stay Lucky de Geoff McQueen (série télévisée)
- 1996 : High Incident de Dave Alan Johnson (série télévisée) (co-compositeur avec Jeff Rona)
- 1998 : Une héroïne pas comme les autres (Human Bomb) d'Anthony Page (film TV)

### Court-métrage
- 1994 : Les Escarpins sauvages de Didier Poireaux
- 1996 : Je suis ton châtiment de Guillaume Bréaud
- 2001 : Shrek in the Swamp Karaoke Dance Party d'Andrew Adamson et Vicky Jenson
- 2006 : Aunt Fanny's Tour of Booty de Chris Gilligan
- 2008 : Les Secrets des cinq cyclones (Kung Fu Panda: Secrets of the Furious Five) de Chris Gilligan
- 2009 : Super Rhino de Nathan Greno
- 2010 : Legend of the Boneknapper Dragon de John Puglisi
- 2010 : The Last Shot 2 d'Emilio Rodriguez
- 2010 : Kung Fu Panda: Bonnes fêtes (Kung Fu Panda Holiday) de Tim Johnson
- 2011 : Dragons: Gift of the Night Fury de Tom Owens
- 2011 : Book of Dragons de Steve Hickner
- 2011 : Kung Fu Panda: Les secrets des maîtres (Kung Fu Panda: Secrets of the Masters) d'Anthony Leondis